# Campeonato Mundial de Ciclismo en Grava de 2026
El V Campeonato Mundial de Ciclismo en Grava se celebrará en Nannup (Australia) en el año 2026 bajo la organización de la Unión Ciclista Internacional (UCI) y la Federación Australiana de Ciclismo.